# زيارات البابا يوحنا بولس الثاني لدول العالم

البلدان التي زارها البابا.

قام البابا يوحنا بولس الثاني خلال بابويته قام بزيارة 129 بلدًا وقطع أكثر من 1.1 مليون كليومتر سفرًا، واجتذب حشودًا كبيرة كانت باستمرار في أسفاره، وقيل أن بعضها كان أكبر تجمع للبشرية على الإطلاق مثل يوم الشباب العالمي في مانيلا والذي حضره خمسة ملايين نسمة، وقد اقترح البعض تثيبت ذلك كأكبر تجمع مسيحي في التاريخ، وعلى كل فإن كلا الرأيين لم يثبتا رسميًا بعد.
أول زيارة رسمية له كانت إلى المكسيك والدومنيكان في يناير 1979، ثم إلى بلده بولندا في يونيو 1979 وقيل أن زيارته قد «أعادت الحياة والرقي إلى الأمة البولندية» كما أنه دعم الحركات الاحتجاجية عام 1980 والتي جلبت الحرية وحقوق الإنسان لبلاده المضطربة؛ وقد أعاد زيارتها مرّات عديدة خلال حبريته وقدم دعمًا شديدًا لدول أوروبا الشرقية التي كانت تتحول عن الديموقراطية وتتحرر من الحكم الشيوعي فقام بزيارات إلى أوروبا الوسطى عام 1989 بعيد إعادة الديموقراطية إلى بلده بولندا، ثم قام بزيارة دول أوروبا الشرقية بين عامي 1990 و1991 وجنوب شرق أوروبا عام 1992.
خلال زيارته الولايات المتحدة الإمريكية في أكتوبر 1979 كان البابا الذي يزور البيت الأبيض وقد استقبله جيمي كارتر «بحرارة» كما قال النقاد، وسافر إلى بلدان أخرى لم يكن بابا قد زارها من قبل كالمكسيك وإيرلندا وبريطانيا حيث التقى إليزابيث الثانية الملكة ورأس الكنيسة الأنجليكانية، كما سافر إلى هايتي عام 1983 وسعى بالتعاون مع نظمات العمل الكاثوليكي لتقليص الفرق بين الأغنياء والفقراء فيها. وفي عام 1997 كان أول بابا يزور لبنان، ثم عام 2000 أول بابا يزور مصر حيث التقى مع بابا الإسكندرية شنودة الثالث، كما كان أول بابا يزور سوريا عام 2001 وأول بابا يزور مسجدًا إسلاميًا حينما زار الجامع الأموي في دمشق، وصلّى أمام قبر يوحنا المعمدان، وألقى في الجامع الأموي عظة دعا فيها المسلمين والمسيحيين واليهود للعمل معًا.
في مارس 2000 زار القدس وكان أول بابا يصلي في حائط البراق، وفي سبتمبر 2001 وبعد موجة الخوف من الإسلام التي انتشرت في العالم الغربي بعد هجمات 11 سبتمبر زار كازاخستان ذات الأغلبية المسلمة، كما زار أرمينيا للاحتفال بمناسبة 1700 سنة على دخول المسيحية إلى هذا البلد.